# Haplochromis nigricans
Haplochromis nigricans (Syn.: Neochromis nigricans) ist eine endemisch im ostafrikanischen Victoriasee vorkommende Fischart aus der Familie der Buntbarsche.

## Merkmale
Haplochromis nigricans wird etwa zehn Zentimeter lang und ist relativ hochrückig. Die Körperhöhe liegt bei 34 bis 38,4 % der Standardlänge. Die Schnauze, bei Fischen die Region vom vorderen Augenrand bis zur Spitze des endständigen Mauls, ist relativ kurz, die Augen sind groß. Das Maul ist mit breiten Zahnbändern besetzt. Am Hinterkopf und auf der Brust sind die Schuppen größer als am restlichen Körper.
Männchen sind schwarz mit einem metallisch blauen Glanz. Die Schnauze, die Lippen, der Bereich zwischen den Augen, Wangen und Kiemendeckel sind blau. Die Afterflosse ist karmesinrot mit gelben Eiflecken. Die Schwanzflosse ist ebenfalls karmesinrot, die Bauchflossen sind schwarz. Weibchen sind olivfarben mit einem gold-gelben Schimmer auf den Kiemendeckeln und der Kehle. Rücken- und Afterflosse, sowie die Bauchflossen sind dunkel gelb, die Schwanzflosse ist graugrün. Auf den Körperseiten zeigen sie sieben bis acht ziemlich breite Querbänder.
Verglichen mit der nah verwandten Art Haplochromis simotes hat Haplochromis nigricans einen höheren Körper (38,4 % der Standardlänge vs. 34,0-35,7), eine kürzere (26,9 % der Kopflänge vs. 30,8-32,5) und schmalere Schnauze (31,7 % KL vs. 35,4-37,7), größere Augen (30,9 % KL vs. 27,1-28,7) und einen kürzeren (30,1 % KL vs. 30,8-33,1) und schmaleren (27,7-% KL vs. 32,8-34,4) Unterkiefer.
- Flossenformel: Dorsale XV-XVI/9–10, Anale III/9. ok
- Schuppenformel 32-34 (SL)
- Wirbel: 29-30.

## Lebensweise
Haplochromis nigricans ist bisher nur durch ein einziges Exemplar aus dem Norden des Sees bekannt, das am Nordufer des Victoriasees bei Entebbe gefangen wurde. Der britische Ichthyologe Greenwood untersuchte im Jahr 1956 den Mageninhalt eines Buntbarsches, den er als Haplochromis nigricans bestimmte, und fand vor allem Kieselalgen. Ob es sich bei dem untersuchten Exemplar tatsächlich um Haplochromis nigricans handelt ist aber nicht gesichert. Haplochromis nigricans lebt wahrscheinlich an felsigen Ufern des Victoriasee und ist wie alle Haplochromis-Arten ein Maulbrüter.

## Quelle
- Seehausen, Ole; Lippitsch, E; Bouton, N; Zwennes, H (1998). Mbipi, the rock-dwelling cichlids of Lake Victoria: description of three new genera and fifteen new species (Teleostei). Ichthyological Exploration of Freshwaters, 9(2), S. 129–228. Verlag Dr. Friedrich Pfeil, Seite 152–155.